# Borrachera de poder
Borrachera de poder (en francés L'ivresse du pouvoir; también titulada La comedia del poder en México, Argentina y República Dominicana) es una película francesa dirigida por Claude Chabrol, estrenada en el Festival de Cine de Berlín el 16 de febrero de 2006, y comercialmente el 22 del mismo mes. En España su estreno comercial fue el 11 de mayo de 2007.
Aunque la película comienza irónicamente con un aviso de que todo lo que el espectador está a punto de contemplar es producto de la imaginación del director, y que cualquier parecido con la realidad es casual, Chabrol se inspiró en el escándalo político y financiero que protagonizó a mediados de los 90 la petrolera francesa Elf Aquitaine, y en la figura de Eva Joly, magistrada encargada del caso.

## Sobre la película
La juez de instrucción Jeanne Charmant-Killman (Huppert) es encargada de investigar la trama de malversación de fondos de un grupo empresarial cuyo director es Michel Humeau (Berléand), al que decide encarcelar, mientras comienzan a desfilar por su despacho toda una serie de personajes relacionados con la trama, a los que interroga casi sádicamente.
Pero a la vez que las investigaciones judiciales avanzan, su poder aumenta, y la vida personal de Jeanne se resiente. Su marido Philippe (Renucci), herido en su orgullo masculino, se aparta poco a poco de ella. Sólo Félix (Thomas Chabrol), el sobrino de Philippe se mantiene a su lado, y es el único hombre que durante el film es capaz de manter una conversación normal con ella.
Como en casi todas las películas de Chabrol, la mujer es la que tiene el papel dominante, dominante además desde su propio apellido, Charmant-Killman, mezcla de francés e inglés que se podría traducir como "encantadora mata hombres". Y mientras Jeanne domina a todos los papeles masculinos de la película, desde su apocado marido pasando por un jefe de policía o por el mismísimo todopoderoso director de una empresa, el poder comienza a dominarla a ella, sin saber que su ambición está avivada precisamente por aquellos a los que persigue, para intentar comprarla; un grupo de hombres que está detrás de toda la trama financiera, pero tranquilamente protegidos por su dinero.
Los fracasos familiares de Jeanne se ven resarcidos con el poder del que goza en su vida profesional donde somete a su voluntad a los hombres. El machismo le sirve como excusa a Chabrol para ejectuar un magistral traspaso de poderes, donde la mujer no domina al hombre, sino que se convierte en él. Jeanne fuma cigarrillo tras cigarrillo siempre acompañada de sus guantes rojos, y sin importarle exprimir al máximo a sus colaboradores, tan sumisos como los hombres a los que ha despojado de su poder y su dinero.
El poder pone a Jeanne al límite, hace que se asome a un precipicio donde se da cuenta de que la Justicia a veces no es tal para todos, y que hay un poder más grande al que no puede hacer frente, un poder más grande que cualquier juez y que cualquier código penal: el dinero.

## Reparto
- Isabelle Huppert (Jeanne Charmant-Killman)
- François Berléand (Michel Humeau)
- Patrick Bruel (Jacques Sibaud)
- Marilyne Canto (Erika)
- Robin Renucci (Philippe)
- Thomas Chabrol (Félix)
- Jean-François Balmer (Boldi)
- Pierre Vernier (Presidente Martino)
- Jacques Boudet (Descarts)
- Philippe Duclos (Jean-Baptiste Holéo)
- Jean-Christophe Bouvet (Parlebas)
- Michelle Goddet (Nicole Humeau)
- Yves Verhoeven (Benoît)
- Pierre-François Dumeniaud (Leblanc)